# Penitenciária Federal de Mossoró
A Penitenciária Federal de Mossoró é uma penitenciária inaugurada no dia 3 de julho de 2009, no município brasileiro de Mossoró, no estado do Rio Grande do Norte. Localizada na cidade de Mossoró, no estado do Rio Grande do Norte, é uma das cinco penitenciárias Federais do Brasil e a única no Nordeste. A penitenciária fica localizada no Complexo Mário Negócio, a cerca de 15 quilômetros do centro de Mossoró, na rodovia que liga este município à sua vizinha Baraúna.

## Características
A Penitenciária Federal de Mossoró tem capacidade para abrigar 208 homens e a área coberta é de 13 mil metros quadrados. Inspeções realizadas pelo Ministério Público observaram que a penitenciária não possui licença do Corpo de Bombeiros para funcionar e que apresenta rachaduras nas paredes. Também há falta do sistema de abastecimento de água próprio e não há uma equipe médica permanente.

## Fuga em fevereiro de 2024
Em 14 de fevereiro de 2024, o presídio foi palco da primeira fuga registrada na história do Sistema Penitenciário Federal, quando dois detentos Rogério da Silva Mendonça (vulgo "Querubim", "Chapa" ou "Cabeça de Martelo" ou Martelo) e Deibson Cabral Nascimento ("Tatu", "Deisinho" ou "Deicinho") fugiram por meio de com ajuda de um alicate, oriundo de uma obra que estava acontecendo na unidade prisional.
O ministro da Justiça e Segurança Pública, Ricardo Lewandowski, declarou que os fugitivos não tinham um plano totalmente organizado e apenas aproveitaram uma série de falhas, o ministro também falou que o fato pelo fato da fuga ter ocorrido durante o carnaval, os guardas costumam ficar mais “relaxados”, declaração que causou muitas criticas.
Cerca de 200 policiais federais trabalham nas buscas pelos fugitivos em parceria com policiais rodoviários federais e militares do estado. Apoiam a operação o Comando de Operações Táticas (COT) e o Grupo de Resposta Rápida (GRR), unidades de elite da Polícia Federal e Polícia Rodoviária Federal.
Em 22 de fevereiro, a Polícia Federal prendeu três suspeitos de terem ajudado os dois fugitivos de Mossoró. Eles foram presos em flagrante na abordagem da PF durante a apuração da fuga com armas ilegais e uma quantidade de drogas, segundo a investigação. Um carro também foi apreendido.
No dia seguinte, Johnney Weyd Nascimento da Silva, de 40 anos, o irmão de Deibson, foi detido pela Polícia Federal em um desdobramento das investigações sobre a fuga dos dois fugitivos em Rio Branco, no Acre.
Em 24 de fevereiro, a força-tarefa localizou uma casa no meio da mata na zona rural de Baraúna, que foi usada como esconderijo pelos fugitivos por quase uma semana.
Em 29 de março, a Força Nacional encerrou a participação nas buscas, que duram 45 dias desde o início da fuga dos criminosos. No dia seguinte, as equipes da Força Nacional começaram a deixar a cidade de Mossoró, onde a operação estava concentrada.

### Fugitivos
Rogério da Silva Mendonça (nascido em 30 de dezembro de 1988), conhecido como "Querubin", tem 35 anos e é condenado a 74 anos de prisão. Ele é natural de Rio Branco e responde a mais de 50 processos, entre os quais crimes de homicídio e roubo.
Segundo o Instituto de Administração Penitenciária do Acre (Iapen-AC), Rogério Mendonça passou por todos os presídios do Acre e foi transferido todas as vezes por mau comportamento e tentativas de fuga. O Acre tem seis unidades prisionais, sendo uma de segurança máxima.
Em 2015, a Unidade Penitenciária Evaristo de Moraes, em Sena Madureira, no interior do Acre, pediu a transferência do detento Mendonça para um presídio federal. Ele foi mandado para o Penitenciária Federal de Catanduvas, no Paraná, por 360 dias.
Também conforme o Iapen, Rogério já possuía histórico de violência contra agentes penitenciários e já era classificado pelo Departamento Penitenciário Nacional (DEPEN) como de "altíssima periculosidade".
Deibson Cabral Nascimento (nascido em 26 de novembro de 1990), também conhecido como "Tatu" ou "Deisinho", tem 33 anos, é natural de Rio Branco, e tem seu nome ligado a mais de 30 processos, nos quais responde pelos crimes de organização criminosa, tráfico de drogas e roubo. No total, tem 81 anos de prisão em condenações.
De acordo com o promotor Bernardo Albano, do Gaeco, Deibson é um dos fundadores do Comando Vermelho no Acre, no final de 2013. A constatação está em relatório de inteligência do Ministério Público, que aponta que ele tem certo grau de liderança na facção, apesar de estar mais voltado às atividades operacionais, como fuga e prática de crimes.

### Captura e prisão
No dia 4 de abril de 2024, Deibson Cabral Nascimento e Rogério da Silva Mendonça foram presos pela Polícia Federal em Marabá, no Pará. A ideia dos fugitivos era usar a rodovia Transamazônica para ir até Rondônia e fugir do país, a prisão ocorreu depois de ambos serem rastreados pela Divisão de Inteligência Policial da PF.

### Punição para quatro agentes penitenciários
Em 11 de fevereiro de 2025, a corregedoria da Secretaria Nacional de Políticas Penais (Senappen) aplicou pena de suspensão de 30 dias a quatro agentes penitenciários por fuga do presídio de Mossoró.